# Sollevamento pesi ai Giochi della XIX Olimpiade - Pesi leggeri
La competizione della categoria pesi  leggeri (fino a 67,5 kg) di sollevamento pesi ai Giochi della XIX Olimpiade si è svolta il giorno 15 ottobre 1968 al Teatro de los Insurgentes di Città del Messico.
Favorito era il polacco Waldemar Baszanowski campione uscante a Tokyo 1964 e considerato da molti uno dei più grande atleti degli anni '60. Ha riconfermato il titolo di campione olimpico abbastanza comodamente, prendendo 7,5 kg di vantaggio dopo lo strappo e vincendo di 15 kg in più rispetto all’iraniano Parviz Jalayer. Il bronzo è andato al compagno di squadra di Baszanowski Marian Zieliński, che era stato anche medaglia di bronzo a Tokyo nel 1964, e aveva vinto la medaglia di bronzo come peso piuma nel 1956. 

## Regolamento
La classifica era ottenuta con la somma delle migliori alzate delle seguenti 3 prove:
- Distensione lenta
- Strappo
- Slancio

Su ogni prova ogni concorrente aveva diritto a tre alzate. In caso di parità vinceva il sollevatore che pesava meno.

## Risultati
| Pos.    | Atleta               | Nazione             | Peso Atleta | Totale | Distensione lenta | Distensione lenta | Distensione lenta | Strappo | Strappo | Strappo | Slancio  | Slancio  | Slancio  |
| Pos.    | Atleta               | Nazione             | Peso Atleta | Totale | 1                 | 2                 | 3                 | 1       | 2       | 3       | 1        | 2        | 3        |
| ------- | -------------------- | ------------------- | ----------- | ------ | ----------------- | ----------------- | ----------------- | ------- | ------- | ------- | -------- | -------- | -------- |
| Oro     | Waldemar Baszanowski | Polonia             | 67,4        | 437,5  | 130,0             | 135,0             | 140,0             | 130,0   | 135,0   | 135,0   | 162,5    | 167,5    | 172,5    |
| Argento | Parviz Jalayer       | Iran                | 67,5        | 422,5  | 120,0             | 125,0             | 127,5             | 127,5   | 127,5   | 132,5   | 165,0    | 165,0    | 170,0    |
| Bronzo  | Marian Zieliński     | Polonia             | 67,0        | 420,0  | 135,0             | 135,0             | 135,0             | 120,0   | 120,0   | 125,0   | 155,0    | 160,0    | 160,0    |
| 4       | Nobuyuki Hatta       | Giappone            | 67,5        | 417,5  | 130,0             | 135,0             | 137,5             | 120,0   | 125,0   | 127,5   | 155,0    | 160,0    | 160,0    |
| 5       | Won Sin-Hui          | Corea del Sud       | 66,9        | 415,0  | 127,5             | 127,5             | 130,0             | 120,0   | 125,0   | 125,0   | 157,5    | 162,5    | 167,5    |
| 6       | János Bagócs         | Ungheria            | 66,9        | 412,5  | 125,0             | 130,0             | 132,5             | 117,5   | 122,5   | 122,5   | 157,5    | 162,5    | 162,5    |
| 7       | Takeo Kimura         | Giappone            | 67,5        | 405,0  | 125,0             | 130,0             | 130,0             | 115,0   | 120,0   | 125,0   | 160,0    | 170,0    | 170,0    |
| 8       | Kostadin Tilev       | Bulgaria            | 66,5        | 397,5  | 132,5             | 137,5             | 137,5             | 115,0   | 120,0   | 120,0   | 150,0    | 150,0    | 157,5    |
| 9       | Ondrej Hekel         | Cecoslovacchia      | 66,7        | 390,0  | 120,0             | 125,0             | 125,0             | 120,0   | 125,0   | 125,0   | 145,0    | 150,0    | 157,5    |
| 10      | Uwe Kliche           | Germania Ovest      | 67,0        | 390,0  | 122,5             | 122,5             | 127,5             | 110,0   | 115,0   | 117,5   | 145,0    | 152,5    | 155,0    |
| 11      | Zuhair Elia Mansour  | Iraq                | 67,5        | 387,5  | 112,5             | 117,5             | 122,5             | 105,0   | 110,0   | 115,0   | 142,5    | 150,0    | 155,0    |
| 12      | Rilko Florov         | Bulgaria            | 66,9        | 385,0  | 117,5             | 122,5             | 122,5             | 120,0   | 125,0   | 125,0   | 147,5    | 152,5    | 152,5    |
| 13      | Anselmo Silvino      | Italia              | 67,2        | 385,0  | 112,5             | 117,5             | 120,0             | 117,5   | 117,5   | 122,5   | 145,0    | 150,0    | 150,0    |
| 14      | Mohamed Tarabulsi    | Libano              | 67,1        | 377,5  | 107,5             | 107,5             | 112,5             | 115,0   | 120,0   | 120,0   | 140,0    | 145,0    | 150,0    |
| 15      | Mauro Alanís         | Messico             | 66,4        | 360,0  | 102,5             | 107,5             | 110,0             | 100,0   | 105,0   | 107,5   | 145,0    | 145,0    | 150,0    |
| 16      | Hugo Gittens         | Trinidad e Tobago   | 67,5        | 360,0  | 112,5             | 120,0             | 120,0             | 102,5   | 102,5   | 102,5   | 137,5    | 137,5    | 142,5    |
| 17      | Chen Chia-Nan        | Taiwan              | 67,3        | 355,0  | 95,0              | 105,0             | 110,0             | 107,5   | 115,0   | 117,5   | 135,0    | 142,5    | 147,5    |
| 18      | Eun Tin Loy          | Malaysia            | 66,2        | 347,5  | 100,0             | 105,0             | 110,0             | 95,0    | 100,0   | 102,5   | 137,5    | 142,5    | 145,0    |
| 19      | Mario Mendoza        | Honduras Britannico | 65,5        | 280,0  | 82,5              | 87,5              | 87,5              | 82,5    | 87,5    | 92,5    | 110,0    | 117,5    | 117,5    |
| -       | Valerio Fontanals    | El Salvador         | 67,5        | 185,0  | 90,0              | 90,0              | 95,0              | 87,5    | 92,5    | 95,0    | Ritirato | Ritirato | Ritirato |